# Часник городній
Часни́к горо́дній (Allium sativum) — дворічна рослина родини цибулевих. Один із найпоширеніших і найвідоміших представників роду Цибуля, від латинської назви якого походить і загальнородова Allium. Лікарська і харчова культура, яка належить до спецій і є типовим компонентом кількох національних кухонь світу. У давнину часник мав також певне культове значення, що знайшло відбиття в народних обрядах. Дико росте в Європі й Азії; культивується повсюдно.

## Етимологія
Українське слово часник походить від прасл. *česnikъ, *česn(ъk)ъ *česnakъ, пов'язаних за походженням із дієсловами *česti, *česati. Початкове ча- на місці *če- пояснюють впливом слова частий.

## Опис
Трав'яниста рослина заввишки 20—100 см. Цибулина куляста, трохи плескувата, складається з 2—50 дочірніх цибулинок, так званих «зубків» («зубчиків»), кожен із яких вкритий тонкою, але жорсткою шкірястою лускою. Зверху цибулина вкрита лусками білого, жовтуватого або фіолетового кольору. Від її денця відходить пучка мичкуватих коренів. Зубчики більш-менш рельєфно виступають на бічній поверхні цибулини. Зовнішній бік кожного зубчика опуклий, широкий, внутрішній — увігнутий, вузький, унаслідок чого зубчик у перерізі набуває майже трикутної форми. Листки вузькі, видовжено-ланцетні, жолобчасті, з нижнього боку кілюваті, загострені, цілокраї, завдовжки 30—100 см, завширшки близько 1 см. Вони можуть стирчати догори або частково полягати.
Квітконос (стрілка) заввишки 60—150 см, до половини вкритий піхвами листків. Наприкінці цвітіння його верхня частина згинається і скручується в пологу спіраль. Суцвіття — зонтик, до розкриття квіток вкритий суцільною плівкою, яка на верхівці видовжується у своєрідний носик. Квітки часнику майже завжди стерильні, тому ця рослина практично не дає насіння. Але в суцвітті часнику окрім квіток розвиваються також і крихітні повітряні цибулинки, за допомогою яких, власне, і відбувається поновлення виду. У культурних рослин часнику залежно від сорту кількість квіток і цибулинок може різнитися, відповідно, від 0 до 300 і від 5 до 450 штук. Плід — коробочка.
Усі частини рослини мають специфічний запах, але найароматнішими є цибулини. За цим запахом часник легко відрізнити від інших видів цибуль. Позбавлення від запаху відбувається за певною технологією, яка застосовується у фармацевтиці та косметології.

## Хімічний склад
У цибулинах часнику міститься 35—42 % сухої речовини, зокрема 6,0—7,9 % білків, 7,0—28 % вітамінів, 0,5 % цукрів, 20—27 % полісахаридів. Смак і запах часнику обумовлені наявністю ефірної олії (0,23—0,74 %), у якій міститься аліцин й інші органічні сполуки сульфідної групи (фітонциди). У значно менших кількостях у часнику містяться каротин, ситостерол, кавова, кумаринова, олеанолова, ферулова і хлорогенова кислоти, діаллілдісульфід, гераніол, кемпферол, ліналоол, флороглюцинол, кверцетин, рутин, аллілцистєїн, сапоніни, стигмастерол, фолат. Рослина багата на такі мікроелементи як кальцій, залізо, магній, марганець, фосфор, калій, селен та цинк. У часнику також знайдені вітаміни B1, B2, B3, С.
Гострий смак часнику обумовлений аліцином.

## Історія
Батьківщиною часнику вважають ущелини Тянь-Шаню та Паміру. Мешканці Середньої Азії та Ірану швидко розпізнали не лише смакові, а лікувальні властивості цієї рослини. Часник був замінником коштовних прянощів, його додавали до страв і напоїв, часникову настоянку застосовували як засіб проти застуди, а за допомогою свіжого або тертого часнику загоювали рани. Вважали також, що завдяки різкому запаху він здатний відганяти демонів і «нечисту силу» загалом. В Ірані й сьогодні оберемок часнику вважають одним із символів Навреза.
Близько 5 тисяч років тому часник «одомашнили», і він почав поширюватися світом. Давні шумери — а за ними й інші народи Месопотамії — використовували його і в кулінарії, і в релігійних церемоніях. Ассирійці розвішували голівки часнику навколо оселі, зокрема над вікнами. Їх тримали в руках, коли вимовляли заклинання — щоб їм не могли перешкодити «сили зла». Халдейський історик і астролог Берос стверджував, що його співвітчизники вірили — для будь-яких духів часниковий запах є просто нестерпним.
Єгипетські жерці ставилися до часнику як до «нечистої» рослини. Але вважали його дешевою і поживною їжею для вояків і робітників. Часник, зокрема, входив до щоденного пайку будівельників, які зводили піраміди та царські усипальниці. Коли пайок не видавали вчасно — працівники могли розпочати страйк. Саме так сталося в 1166 році до н. е., за правління фараона Рамзеса III.
Єгиптяни добре знали і про лікувальні властивості часнику. У «папірусі Еберса» згадані 22 рецепти ліків, у яких він використовувався як один з інгредієнтів. Голівка часнику була знайдена в усипальниці фараона Тутанхамона та інших єгипетських некрополях, зокрема й славнозвісному «цвинтарі тварин» у Саккарі. Вочевидь, часник використовували в поховальних церемоніях — можливо як антисептичний засіб.
Часник входив до раціону будівельників Кносського палацу на Криті.
Згадували про часник як про поживну їжу, яку видавали робітникам у Єгипті, також давні євреї — під час мандрів пустелею під проводом Мойсея. Тоді смак його їм здавався кращим за манну небесну. Після облаштування на Святій Землі євреї використовували часник і в кулінарії, і в медицині. Талмуд радив його для поліпшення стосунків між чоловіком і дружиною та як допомогу при народженні дітей. Царю Соломону приписували використання часник у магічних ритуалах — він, зокрема, клав його під свій перстень як оберіг від злих духів.
Як ліки та як консервант часник використовували в давнину в Китаї та в Індії. Його згадує один із найстаріших текстів «аюрведи» — Чарака-самгіта. При цьому індійській кухні часник майже не застосовували.
Поширений часник був у державі Ахеменідів. За даними архіву царського палацу в Сузах у ньому за день витрачалося близько 25 кг часнику.
Греки вважали часник насамперед стимулятором — його жували перед змаганнями учасники Олімпійських ігор. Але при цьому часник іменували «смердючою трояндою», і не дозволяли відвідувати храми вірним, які перед тим ласували приправленими ним стравами. Водночас Піфагор називав часник «царем прянощів», Гіппократ радив його як протипухлинний, проносний і сечогінний засіб, Аристотель — як ліки проти сказу, Діоскорид — як знеболювальне, засіб проти опіків, укусів і отрут. Клавдій Гален взагалі оголосив його «панацеєю» — тобто засобом проти всіх хвороб.
Римляни часник дуже любили, вважаючи що він «запалює серця і зміцнює доблесть». Проте знать ним гребувала, надаючи перевагу витонченішим індійським спеціям. Виняток становив часник як ліки. Пліній Старший вважав його корисним для лікування 61 хвороби — від захриплості в горлі до геморою, прокази і моровиці.
Під впливом римлян до часнику призвичаїлися й північні сусіди імперії — германці. Для зміцнення свого тіла й духу, варвари не лише їли часник, а й натиралися ним із голови до ніг. Окрім іншого часниковий сморід відлякував від них вошей, блощиць і комарів. Ця властивість часнику лягла в основу численних переказів про його здатність відганяти «нечисту силу», зокрема вампірів.
Коли Римська імперія впала і Західна Європа залишилася без східних спецій, часник вкотре перетворився на замінник заморських прянощів. Карл Великий радив його вирощувати у маєтках та при монастирях. Часник згадували «Лакнунга» і Гільдеґарда Бінгенська у «Фізиці», а також арабські та перські вчені, зокрема Авіценна у «Каноні лікарської науки». З часів Хрестових походів Західна Європа запозичила зі Сходу безліч знань, винаходів та сільськогосподарських культур. Тож із часом до них почали відносити й часник, який за поширеною легендою нібито привіз зі Святої Землі очільник хрестоносців та «Захисник Єрусалима» Готфрід Буйонський.
З часом смаки європейської шляхти під впливом Сходу стали витонченішими, заморські спеції — доступнішими, і знать почала гребувати часником як «їжею неотесаних селян». При бургундському дворі часник подавали зацукрованим, щоб брутальний запах та смак не бентежив шляхетних дам і кавалерів. Кастильський король Альфонс XI вимагав від лицарів заснованого ним у 1332 році Ордена стрічки не вживати часник принаймні за місяць до відвідин монаршого двору.
Згадали про часник у 1349 році, коли до Європи докотилася епідемія моровиці — так звана «Чорна смерть». Поширювали чуму пацюки та блощиці, що мандрували разом із ними, а комах відлякували летючі речовини, які містилися у часнику. Тож іноді він «відганяв» моровицю, а відтак знову набув популярності. Оберемки часнику призвичаїлися брати з собою в дорогу прочани і мандрівники. Відомо, що у вантажі кораблів Фернана Магеллана таких оберемків було 450.
Один із засновників «практичної медицини» Амбруаз Паре довів, що часник незамінний для лікування та загоювання ран та опіків, особливо від вогнепальної зброї. Інші дослідники пропагували його як знезаражувальний засіб. За легендою, майбутнього короля Франції Генріха IV хрестили у воді, змішаній з соком часнику.
Під час нової пошесті моровиці, що в 1665—1666 році забрала життя сотні тисяч підданих англійського короля Карла II, помітили, що кількість жертв серед французьких католицьких священників, яких привіз з собою монарх-вигнанець, була мінімальною. Зрозумівши, що причиною могло бути регулярне вживання ними часнику, їсти його почали й англійські протестанти — зрештою це врятувало від смерті багатьох.
За часів «Великої Марсельської чуми» 1720—1722 років мародери захищалися від зараження, вмиваючись старим вином, у якому вимочували зубчики часнику. Цей рецепт отримав назву «оцту чотирьох злодіїв».
Застосовували французи часник не лише на батьківщині, а й у колоніях, зокрема у Північній Америці. Зрештою, його не треба було везти за океан, бо він рясно ріс у місцевих лісах. Навіть ім'я міста Чикаго — це трохи переінакшена індіанська назва дикого часнику.
Антибактеріальну дію часнику науково довів Луї Пастер у 1858 році. Після цього з часнику почали робити медичні препарати протимікробної дії для знезараження ран, які стали в пригоді під час світових війн.

## Застосування

### Кулінарія
Часник споживають із найдавніших часів — він був компонентом їжі ще в Стародавньому Єгипті. Продуктивною частиною часнику є цибулина.
У свіжому й консервованому вигляді часник використовують у кулінарії (ковбаси, соління і ін.), м'ясопереробній промисловості, консервному виробництві тощо.

### Медицина

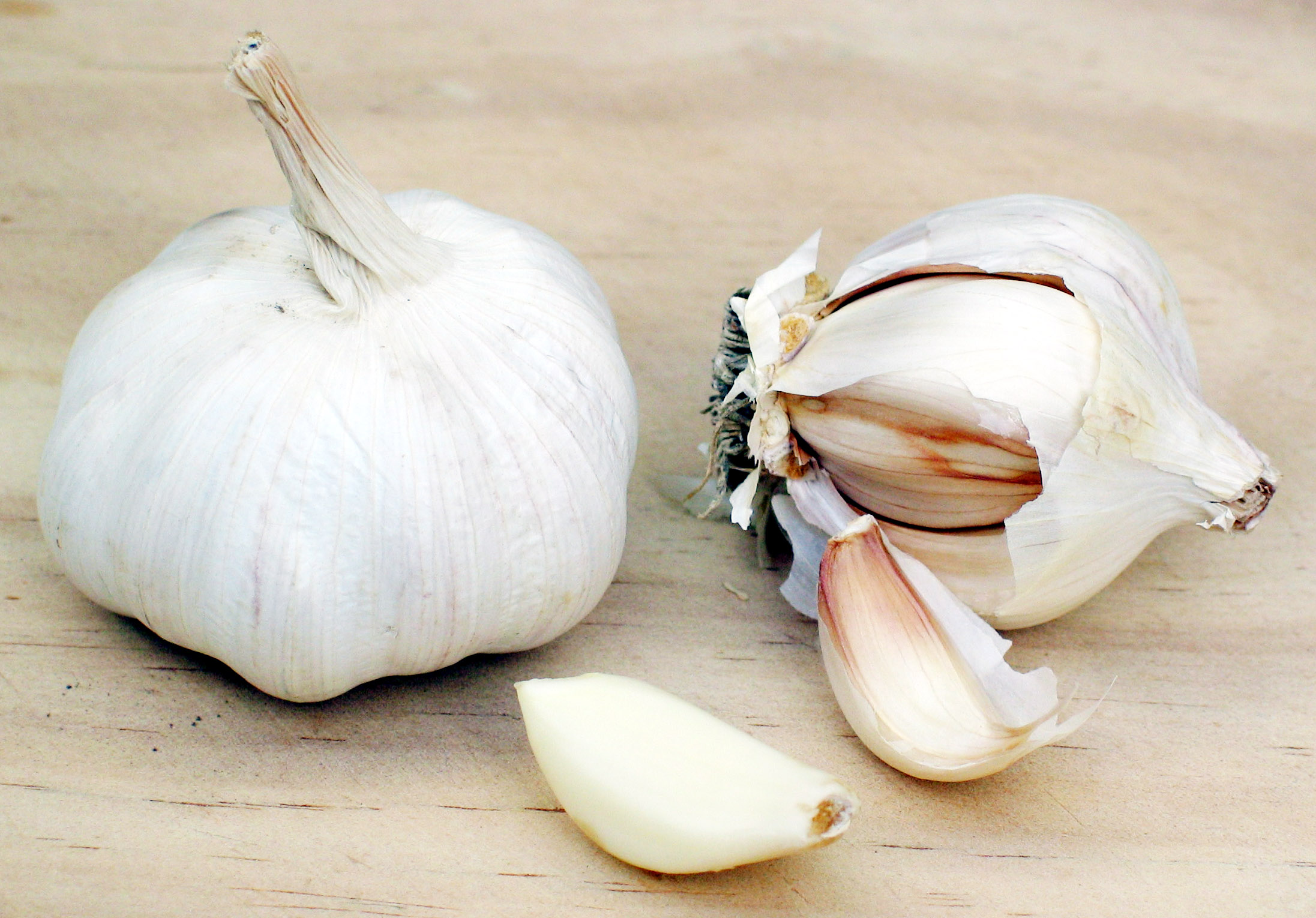
Часник

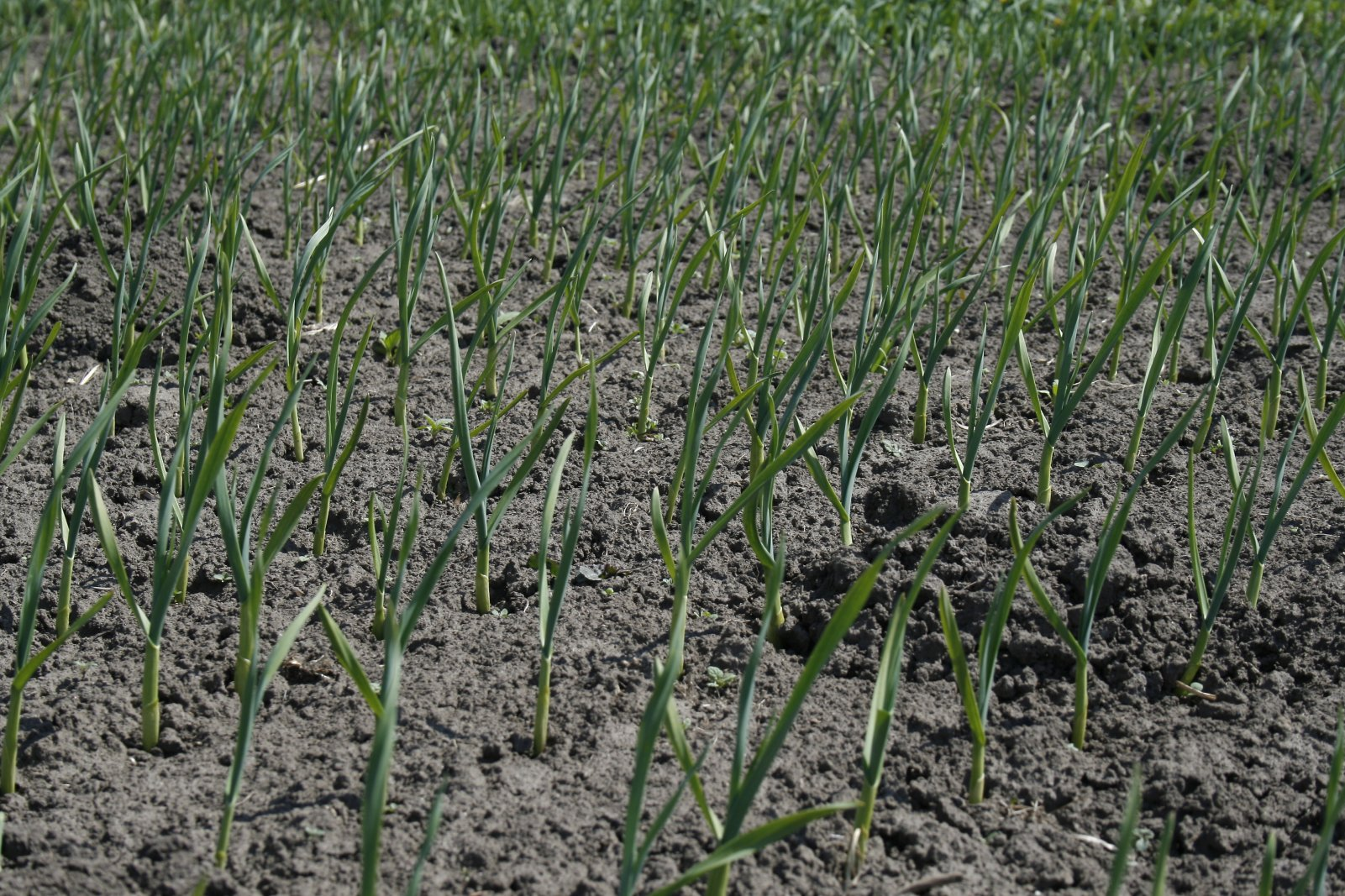
Озимий часник ранньою весною

У медицині застосовують препарати з цибулин часнику — настоянку часнику і спиртовий витяг (аллілсат), які підсилюють моторну та секреторну функції шлунково-кишкового тракту, та ін. лікарські засоби.
Призначають всередину для придушення процесів гниття і бродіння в кишці (при атонії кишки і колітах), а також при гіпертонії і атеросклерозі. Доведена противірусна дія часнику, зокрема, часник допомагає запобігти грипу.
Передбачається імуностимулююча і протиракова дія часникових препаратів.

#### Усунення запаху часнику для застосування в медицині і косметології
Широке застосування часнику в медицині й косметології, незважаючи на його корисні властивості, істотно обмежує неприємний запах і виражена шкірноподразнююча дія.
Різкий запах часнику обумовлений сірчистим з'єднанням — переважно діаллілдісульфідом (CH 2 = CH-CH 2) 2 S 2) і аліцином (CH 2 = CH-CH 2 -SO-S-CH 2 -CH = CH 2). У самому часнику цих з'єднань немає, але великий вміст амінокислоти цистеїну із сульфгідрильними групами -SH. При розрізуванні часнику ці амінокислоти під дією ферментів перетворюються на пахучі дисульфіди.
Вчені розробили і запатентували метод отримання флавонів часнику без запаху. Спосіб м'якого селективного видалення з екстракту часнику сірковмісних сполук оснований на використанні неорганічних солей срібла, у присутності якого відбувається розрив хімічного зв'язку вуглець-сірка та утворення нерозчинного сульфіду срібла.
Цей спосіб десульфуризації торкається хімічних компонентів, що зумовлюють корисні властивості часнику. Це дозволяє екстракту зберегти притаманні йому види біологічної активності (проникати до глибоких шарів шкіри, зволожувати її і насичувати вітамінами, мікроелементами і ферментами, надавати протизапальну, антибактеріальну та антиоксидантну дію). Отриманому з нативних екстрактів часнику деодорірованному й неподразнюючому шкіру складному комплексу біологічно активних речовин надано назву «ONION GARLIC».
Усунення негативних властивостей часнику створило умови для включення нативних екстрактів цієї лікарської рослини до складу лікувально-косметичних засобів найширшого призначення з різноманітними терапевтичними властивостями.

## Вирощування
Культурні форми розділяють на стрілуючий і звичайний (нестрілуючий). Розрізняють яровий та озимий часник.
Догляд за часником полягає у видаленні бур'янів і розпушуванні ґрунту. Для підвищення врожаю видаляють квітконоси (стрілки) до їх випрямлення (травень).

### Ярий часник
Взагалі в умовах України перезимовує в землі будь-який часник, але ярий часник краще садити наприкінці квітня — початку травня. За народними прикметами, його садити варто 4 травня  (що є доволі суперечливо для сучасного клімату). Перед посадкою цибулини ярого часнику ділять на зубчики. Зубчики часнику не варто встромляти в ґрунт, оскільки це веде до ущільнення ґрунту, а отже коренева система часнику буде довше розвиватися. З появою перших сходів проводять підживлення рослин часнику азотними добривами. Одну столову ложку сечовини і стакан коров'яку розчиняють у відрі води з витратою розчину 2 л/м². Другу підгодівлю часнику проводять у період формування цибулин часнику фосфорно-калійними добривами. У відрі води розчиняють 2 столові ложки подвійного суперфосфату і 1 столову ложку хлористого калію, з витратою розчину 4 л/м². Часник у травні та червні поливають раз на тиждень. Збирають ярий часник у кінці серпня початку вересня. 

### Озимий часник
У другій половині жовтня час садити озимий часник. Господарі поспішають посадити часник до 1 листопада. Озимий часник повинен встигнути пустити корінці до перших приморозків. У цьому випадку наступного року буде гарний урожай. Насіння заготовляється відразу ж перед садінням, щоб не засохло.
Озимий часник збирають приблизно через 100 днів після появи перших сходів. Залежно від погодних умов вдалий час настає в липні або на початку серпня. Викопувати часник краще рано вранці або в прохолодний день, оскільки прибирання під час спеки може пересушити зубчики.

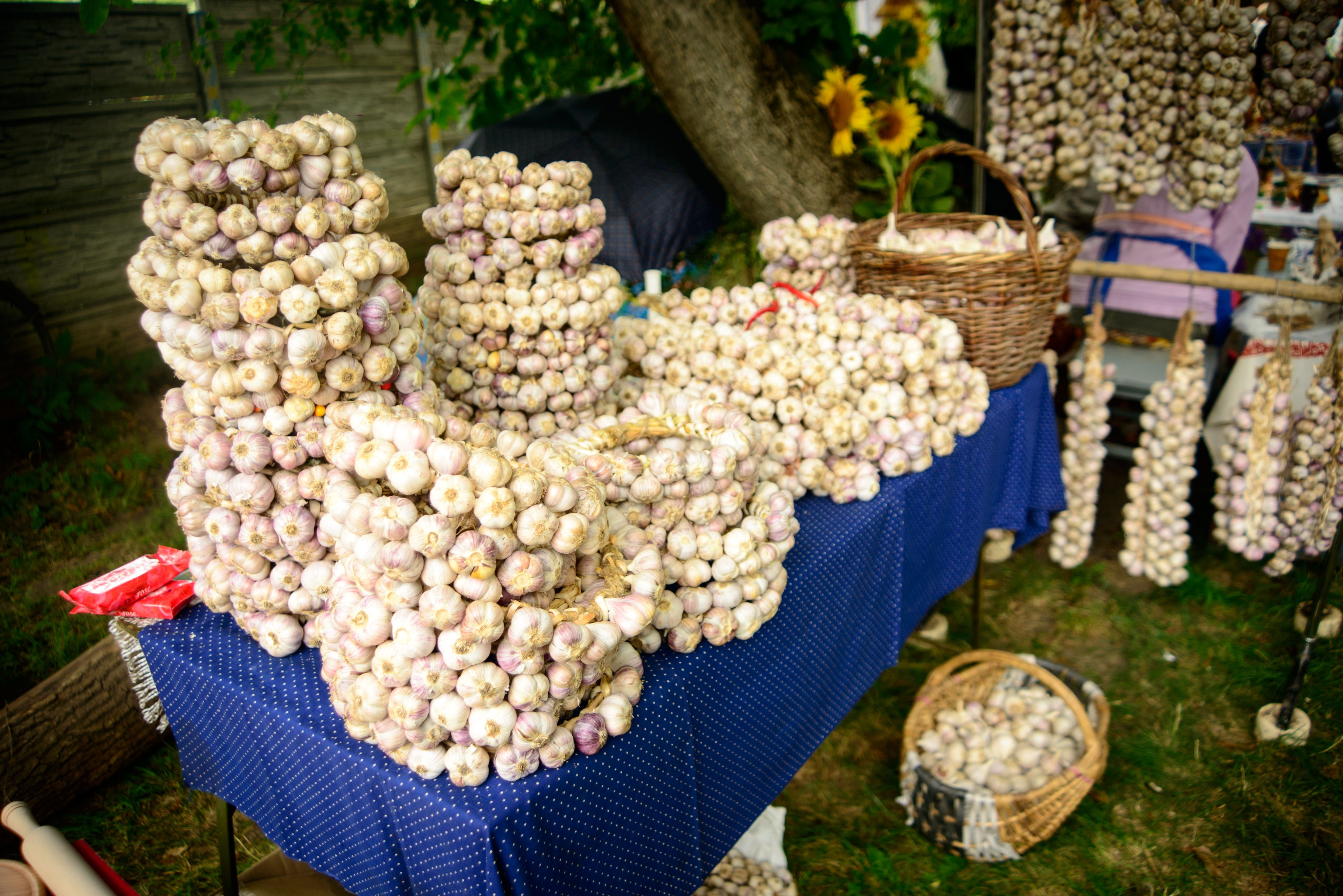
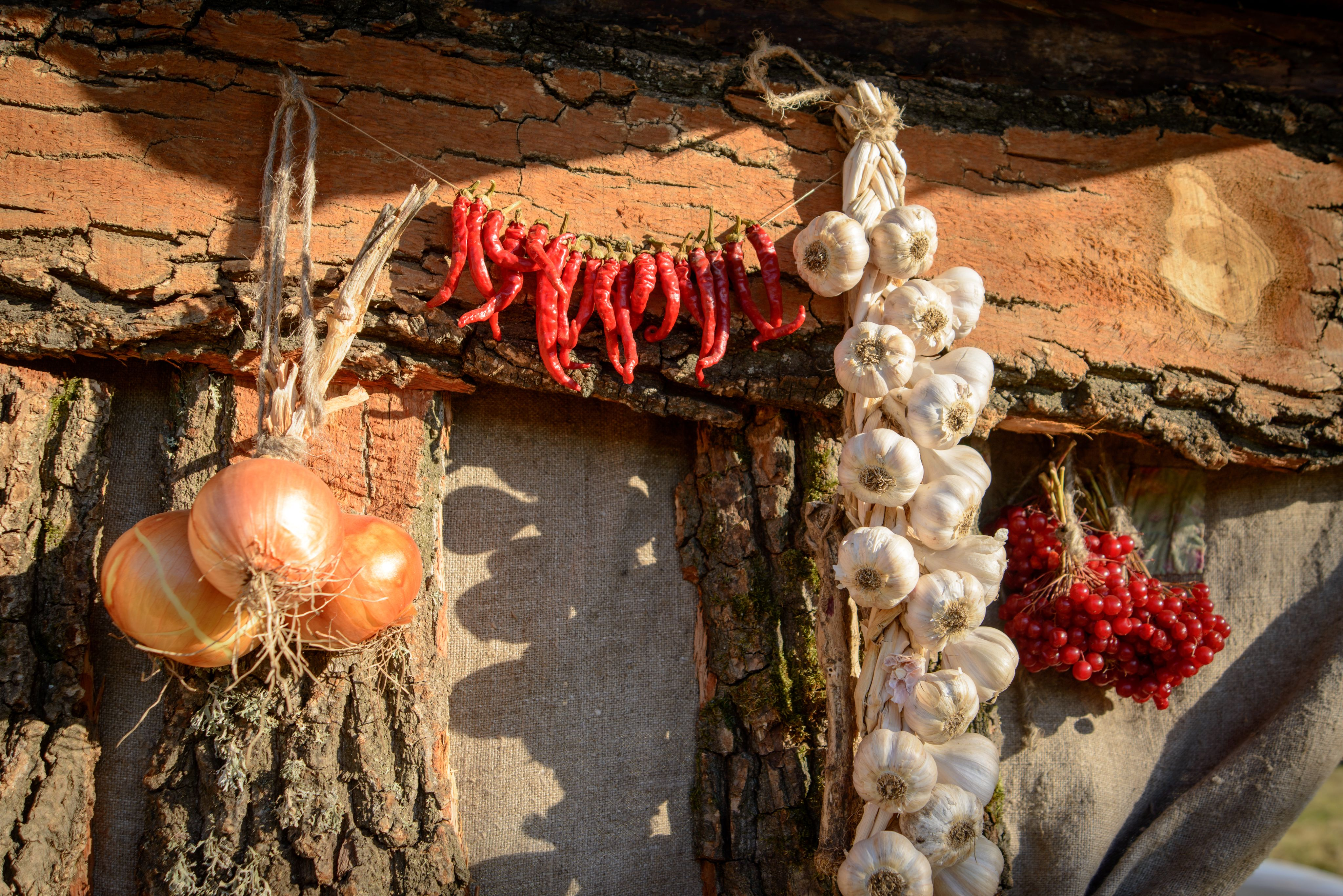
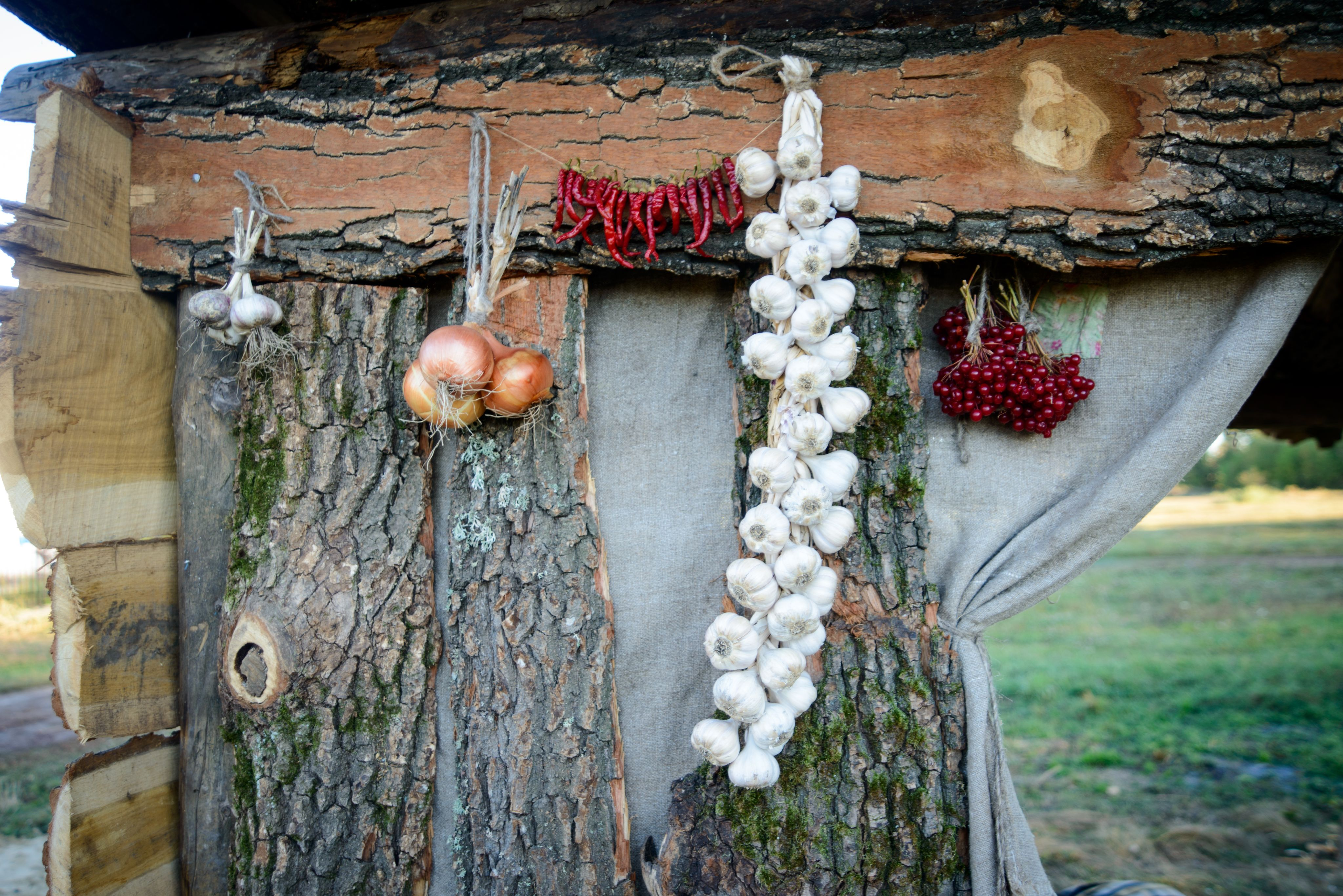

## Світове виробництво
| Держава        | Виробництво, млн т |
| -------------- | ------------------ |
| КНР            | 21,2               |
| Індія          | 1,4                |
| Бангладеш      | 0,38               |
| Єгипет         | 0,28               |
| Південна Корея | 0,28               |
| Росія          | 0,26               |
| Світ           | 26,6               |